# Browar Warka
Browar Warka — польське пивоварне підприємство, розташоване в місті Варка. Належить концерну «Grupa Żywiec».

## Історія
Завод заснований у 1968 році. Розбудова підприємства здійснювалася протягом 1973—1975 років.
Спочатку підприємство діяло як структурний підрозділ варшавської пивоварні. У 1976 році відокремлене як самостійне підприємство. 
У 1994 році пивоварня приватизована і реорганізована в компанію «Browary Warka Sp. z o. o.». У 1994—1996 роках модернізована, внаслідок чого стала одним з найбільших виробників пива в Польщі. У 1996 році завод придбано швейцарською компанією «Welinvest», яка продала його австралійській «Brewpole BV».
У 1999 році броварню придбав нідерландський концерн «Heineken N.V.», внаслідок чого вона ввійшла до групи «Grupa Żywiec».